# 요시무라 히로후미

요시무라 히로후미(吉村洋文, 1975년 6월 17일 ~ )는 일본의 변호사, 세무사, 정치인이다. 오사카 유신회 소속으로, 현재 오사카부 지사, 오사카 유신회 대표, 일본유신회 대표직에 있다.
과거에는 오사카시장(1기), 중의원 의원(1기), 오사카시의회 의원(1기), 오사카 유신회 정무위원회장, 오사카 유신회 정무조사회장, 동 대표대행, 일본유신회 부대표, 동 공동대표를 역임했다.

## 같이 보기
- 오사카 유신회
- 일본유신회 (2016년)